# نادي النجم الريصاني
النجم الرياضي الريصاني هو نادي كرة قدم مغربي من مدينة الريصاني، تأسس عام 1997.